# Pilatus PC-9M »Hudournik«
Pilatus PC-9M »Hudournik« je nadgradnja šolskega vojaškega letala Pilatus PC-9, ki so jo izvedla slovenska in izraelska podjetja za Slovensko vojsko, tako da lahko izvaja več bojnih nalog.

## Modifikacije v primerjavi sPilatus PC-9
Različica PC-9M, ki je bila predstavljena leta 1997, je bila izdelana kot plod sodelovanja Slovenske vojske in izraelske vojaške industrije in je narekovala nove standarde tega letala. Ima podaljšani hrbtni repni stabilizator, kar izboljša stabilnost letala, pod krili ima obešene nosilce za orožje, prav tako ima tudi nov motor. V pilotski kabini pa ima inštrumente prilagojene za bojne naloge. Ta model je že v samem začetku naletel na dober odziv: Slovenija je v decembru leta 1997 naročila 9 letal, januarja leta 1999 je Oman naročil 12 primerkov, 8. januarja pa 2003 je Irska podpisala pogodbo o dobavi 8 letal.

## Nesreče
Letalo PC-9 je z le dvema nesrečama v svoji več kot 20-letni zgodovini zelo varno letalo.
- 3. marca 2004 se je letalo Pilatus PC-9 Slovenske vojske zrušilo v Sloveniji. Nesreča se je zgodila na Štajerskem v Spodnjih Žerjavcih. Letalo je letelo nizko in pri tem oplazilo nekaj dreves in strmoglavilo na polje. Kasneje se je izkazalo, da je pilot Drago Svetina med letom doživel srčni napad.
- 10. septembra 2005 je letalo PC-9M v lasti ciprske Nacionalne garde strmoglavilo blizu vasi Kolossi na Cipru. Za zdaj vzroki nesreče še niso znani, letalo naj bi letelo približno 80 km zunaj začrtane smeri in brezciljno krožilo, ter oplazilo zvonik krajevne cerkve.